# Bazoilles-sur-Meuse
Bazoilles-sur-Meuse és un municipi francès, situat al departament dels Vosges i a la regió del Gran Est. L'any 2007 tenia 569 habitants.

## Demografia

### Població
El 2007 la població de fet de Bazoilles-sur-Meuse era de 569 persones. Hi havia 230 famílies, de les quals 52 eren unipersonals (24 homes vivint sols i 28 dones vivint soles), 75 parelles sense fills, 83 parelles amb fills i 20 famílies monoparentals amb fills.
La població ha evolucionat segons el següent gràfic:
Habitants censats

### Habitatges
El 2007 hi havia 254 habitatges, 230 eren l'habitatge principal de la família, 12 eren segones residències i 11 estaven desocupats. 230 eren cases i 22 eren apartaments. Dels 230 habitatges principals, 178 estaven ocupats pels seus propietaris, 44 estaven llogats i ocupats pels llogaters i 9 estaven cedits a títol gratuït; 6 tenien dues cambres, 20 en tenien tres, 63 en tenien quatre i 142 en tenien cinc o més. 186 habitatges disposaven pel capbaix d'una plaça de pàrquing. A 101 habitatges hi havia un automòbil i a 108 n'hi havia dos o més.

### Piràmide de població
La piràmide de població per edats i sexe el 2009 era:
| Homes | Edats   | Dones |
| ----- | ------- | ----- |
| 0     | 95 o +  | 4     |
| 0     | 90 a 94 | 0     |
| 4     | 85 a 89 | 0     |
| 0     | 80 a 84 | 4     |
| 4     | 75 a 79 | 16    |
| 16    | 70 a 74 | 12    |
| 20    | 65 a 69 | 16    |
| 8     | 60 a 64 | 16    |
| 20    | 55 a 59 | 16    |
| 16    | 50 a 54 | 12    |
| 36    | 45 a 49 | 20    |
| 12    | 40 a 44 | 28    |
| 16    | 35 a 39 | 16    |
| 20    | 30 a 34 | 28    |
| 28    | 25 a 29 | 28    |
| 20    | 20 a 24 | 8     |
| 20    | 15 a 19 | 32    |
| 32    | 10 a 14 | 24    |
| 40    | 5 a 9   | 24    |
| 12    | 0 a 4   | 16    |

## Economia
El 2007 la població en edat de treballar era de 385 persones, 287 eren actives i 98 eren inactives. De les 287 persones actives 255 estaven ocupades (141 homes i 114 dones) i 32 estaven aturades (14 homes i 18 dones). De les 98 persones inactives 33 estaven jubilades, 31 estaven estudiant i 34 estaven classificades com a «altres inactius».

### Ingressos
El 2009 a Bazoilles-sur-Meuse hi havia 245 unitats fiscals que integraven 631,5 persones, la mediana anual d'ingressos fiscals per persona era de 16.564 €.

### Activitats econòmiques
Dels 25 establiments que hi havia el 2007, 1 era d'una empresa extractiva, 1 d'una empresa alimentària, 3 d'empreses de fabricació d'altres productes industrials, 3 d'empreses de construcció, 5 d'empreses de comerç i reparació d'automòbils, 1 d'una empresa de transport, 1 d'una empresa d'hostatgeria i restauració, 2 d'empreses financeres, 2 d'empreses immobiliàries, 1 d'una empresa de serveis, 3 d'entitats de l'administració pública i 2 d'empreses classificades com a «altres activitats de serveis».
Dels 7 establiments de servei als particulars que hi havia el 2009, 1 era un paleta, 1 fusteria, 1 lampisteria, 2 perruqueries, 1 restaurant i 1 agència immobiliària.
Dels 2 establiments comercials que hi havia el 2009, 1 era una botiga de menys de 120 m² i 1 una fleca.
L'any 2000 a Bazoilles-sur-Meuse hi havia 8 explotacions agrícoles.

## Equipaments sanitaris i escolars
El 2009 hi havia una escola elemental.

## Poblacions més properes
El següent diagrama mostra les poblacions més properes.